# Ospedale Sant'Eugenio
L'ospedale Sant'Eugenio si trova a Roma nel territorio del IX municipio.

## Storia
Voluto da Nicola Pende nel 1934, la costruzione dell'edificio storico dell'ospedale viene iniziata nel 1938 quando nel periodo fascista si intende dotare l'Italia di un "Istituto centrale di bonifica umana, di ortogenesi e di terapia naturistica" da inaugurare per l'Esposizione Universale di Roma programmata per il 1942. Il progetto originario, curato da Gaspare Lenzi, Luigi Lenzi e Dagoberto Ortensi, si ispirava a Castel del Monte ma prevedeva di sviluppare l'edificio su una pianta pentagonale invece di ottagonale, si decise infine di erigere quattro torri agli angoli della costruzione razionalista; simboleggianti nella bonifica umana: il fanciullo, la donna, il lavoratore e la razza. Nelle intenzioni l'istituto si sarebbe dovuto occupare di eugenetica, su interessamento di alcuni studiosi coinvolti nel progetto e firmatari del manifesto della razza, al termine di una diatriba accademico-scientifica sulla conduzione del razzismo di Stato; tra il 1939-1941 si ufficializza il pensiero di Pende.

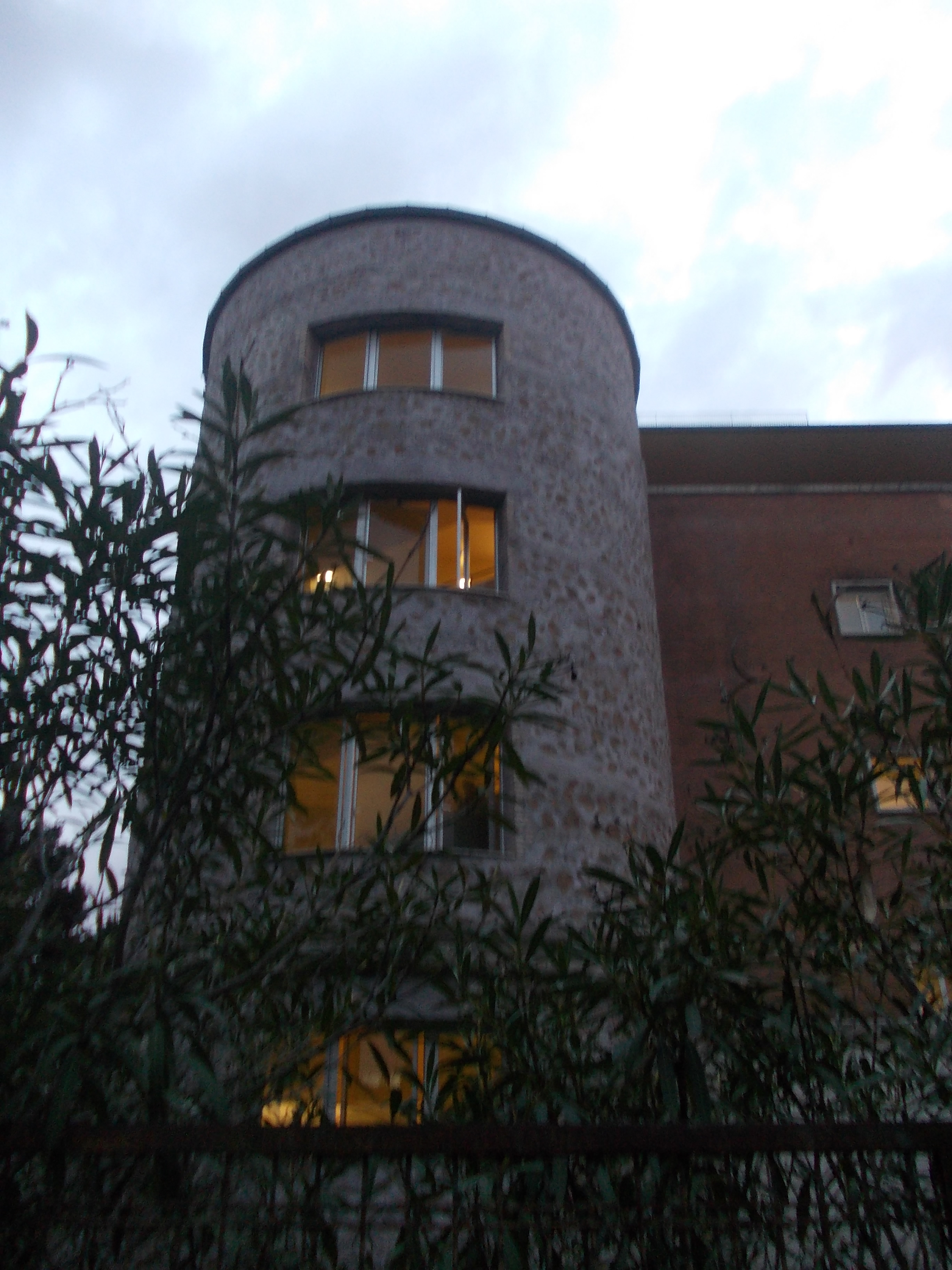
Una delle quattro torri angolari, delle cinque previste nel progetto originario.

Lo scoppio della guerra non consentì lo svolgimento dell'Esposizione Universale e anche la realizzazione dell'istituto e i relativi lavori vennero interrotti; durante la liberazione di Roma del 1944, l'edificio fu occupato dalle truppe statunitensi.
Successivamente fu utilizzato come sede per l'amministrazione per gli aiuti internazionali grazie a un contratto di affitto per 99 anni; tuttavia, a causa dell'impossibilità da parte dell'amministrazione di poter sostenere gli ingenti costi per il completamento della struttura, la proprietà dell'edificio venne trasferita al Pio Istituto S. Spirito ed Ospedali Riuniti di Roma, ente che sin dal 1896 si prefiggeva il compito di coordinare e sviluppare le strutture ospedaliere di Roma. Nel 1957, grazie all'opera di alcuni dottori provenienti dal Policlinico Umberto I si organizzò l'apertura all'utenza dell'ospedale che venne inaugurato il 9 giugno dello stesso anno. Nel 1961 presso l'ospedale Sant'Eugenio venne aperto un centro per la cura delle ustioni, che rimase a lungo l'unica struttura specializzata per le grandi ustioni in tutta l'Italia centrale e meridionale.

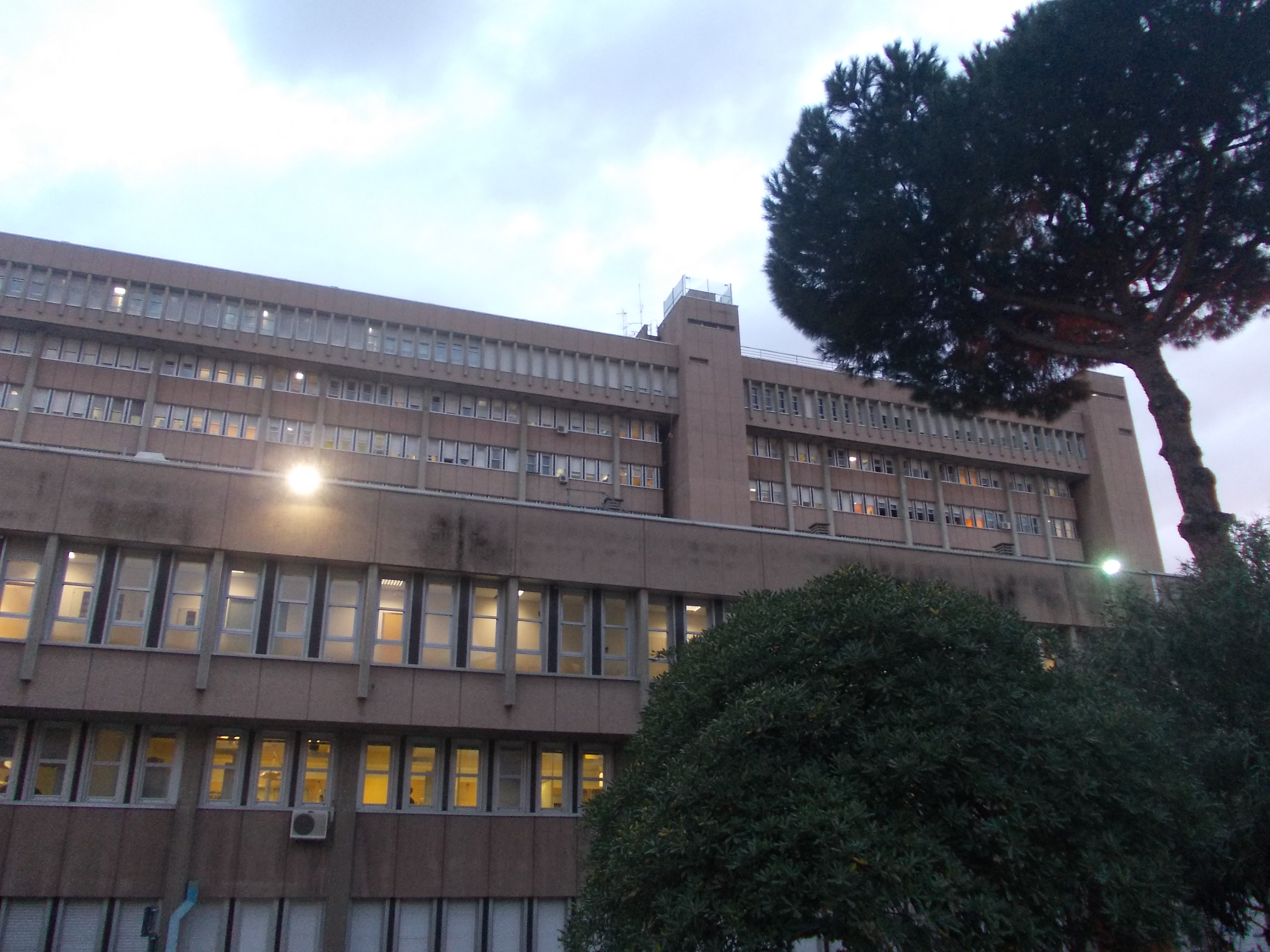
Il nuovo edificio dell'ospedale Sant'Eugenio.

Nel 1978, su progetto dell'architetto Gualtiero Gualtieri risalente al 1965, vennero avviati i lavori per l'ampliamento dell'ospedale che terminarono nel 1986 con l'attivazione dei reparti di degenza dislocati nel nuovo e imponente edificio costruito alle spalle del vecchio fabbricato ante guerra, il quale continua comunque a essere utilizzato.

## Organizzazione

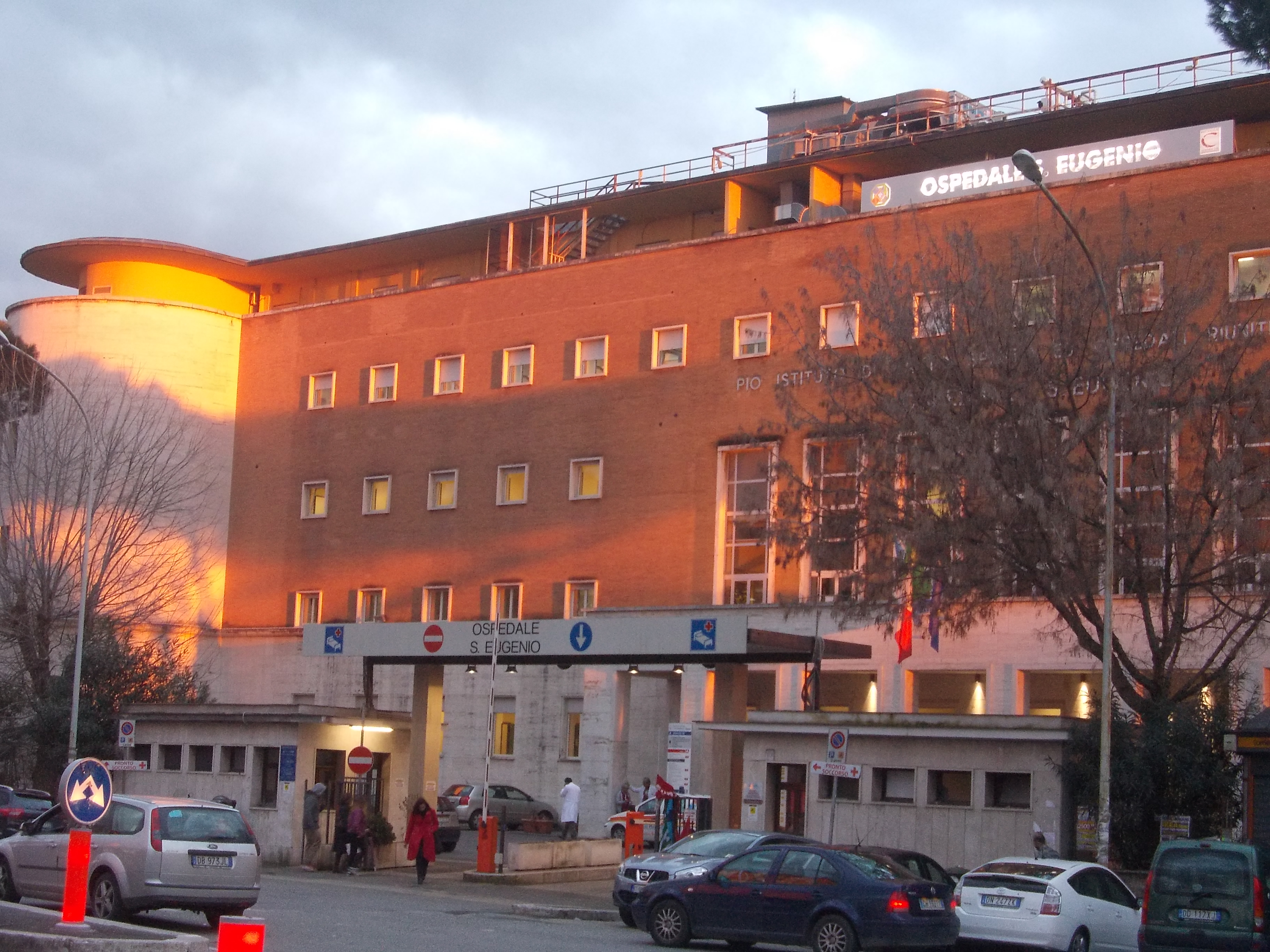
Scorcio dell'ingresso principale e del corpo più vecchio dell'ospedale Sant'Eugenio.

Le attività dell'ospedale si distribuiscono all'interno delle seguenti articolazioni:
1. Dipartimento dei servizi
  - Anatomia e istologia patologica
  - Attività di libera professione ALPI
  - Banca del sangue placentare
  - Medicina nucleare
  - Patologia clinica
  - Radiologia
2. Dipartimento delle specialità
  - Centro grandi ustionati e chirurgia plastica
  - Ematologia
  - Servizio di endocrinologia e diabetologia
  - Chirurgia oncologica
  - DH talassemici
  - Nefrologia e dialisi
3. Dipartimento di chirurgia
  - Attività ambulatoriale di flebologia
  - Chirurgia proctologica
  - Chirurgia dei trapianti
  - Chirurgia generale
  - Chirurgia vascolare
  - Oftalmologia
  - Otorinolaringoiatria
  - Urologia
  - Day-surgery multidisciplinare
  - Chirurgia, presidio Santa Caterina della Rosa
4. Dipartimento di medicina
  - Cardiologia
  - Medicina II
  - Neurologia e Stroke Unit
  - Oncologia medica
  - Servizio di gastroenterologia e endoscopia digestiva
  - Angiologia medica
  - DH cardiologico
  - Nutrizione clinica
5. Dipartimento emergenza accettazione
  - Chirurgia di urgenza
  - Medicina di accettazione e di urgenza
  - Ortopedia e traumatologia
  - Anestesia e rianimazione
6. Dipartimento materno infantile
  - Ostetricia e ginecologia
  - Pianificazione familiare
  - Pediatria
7. Servizio di geriatria
8. Chirurgia laparoscopica e tecnologie avanzate in chirurgia

## Nella cultura di massa
L'ospedale romano compare in alcune scene del film del 1981 Pierino medico della SAUB, con Alvaro Vitali.